# Lijst van burgemeesters van Wimmertingen
Dit is een chronologische lijst van burgemeesters van de Belgische voormalige gemeente Wimmertingen tot die gemeente op 1 januari 1977 fuseerde en opging in de stad Hasselt.
| periode     | naam burgemeester                                 | opmerking                                                          |
| ----------- | ------------------------------------------------- | ------------------------------------------------------------------ |
| 1830 - 1836 | Hubert Vandenborn                                 |                                                                    |
| 1836 - 1864 | Paul Stas (1803-1864)                             | brouwer                                                            |
| 1865 - 1877 | Guillaume Berden                                  | paardenhandelaar                                                   |
| 1878 - 1884 | ridder Albert de Grady de la Neuville (1838-1885) | kasteelheer, schoonzoon van de Hasseltse politicus Julien de Cecil |
| 1885 - 1895 | Jean Louis Billen                                 | landbouwer                                                         |
| 1896 - 1897 | Pieter Jan Groenendaal (1823-1897)                | landbouwer                                                         |
| 1898 - 1920 | ridder Emile de Grady de la Neuville (1872-1934)  | rentenier, zoon van Albert de Grady de la Neuville                 |
| 1921 - 1940 | Antoon Mouling                                    | landbouwer, afkomstig van Zonhoven                                 |
| 1947 - 1976 | jonkvrouw Inès de Grady de la Neuville            | dochter van Emile de Grady de la Neuville                          |